# Cadfan ap Iago
Cadfan ap Iago (c. 569 – c. 625) fue rey del reino medieval de Gwynedd (616 – 625), ubicado en el norte de la actual Gales. Poco se sabe de la historia de Gwynedd en este periodo, y las informaciones sobre Cadfan y su reinado son mínimas.
El personaje histórico es conocido únicamente por su aparición en genealogías reales, su donación a San Beuno para el monasterio de Clynnog Fawr, y la inscripción de su lápida.
Cadfan fue hijo y sucesor de Iago ap Beli, y está listado en las genealogías reales de Harleian. Cadfan llegó al trono en la época de la batalla de Chester (en galés: Gwaith Caerlleon) en 616, donde los Northumbrianos bajo Etelfrido derrotaron contundentemente al vecino reino galés de Powys y masacraron a los monjes de Bangor Is Coed. Sin embargo, no hay ninguna evidencia de que Gwynedd participara en la batalla, así que Cadfan la accesión en aquel tiempo no parece ser más que coincidencia.
La lápida de Cadfan está en Llangadwaladr (inglés: Iglesia de Cadwaladr) en Anglesey, a escasa distancia del antiguo llys (corte real) de los reyes de Gwynedd. La inscripción se refiere a él como sapientisimus (en inglés: most wise), y como este es un término habitualmente utilizado para los eclesiásticos, sugiere que en algún punto, Cadfan había abdicado para vivir sus años restantes como un clérigo.

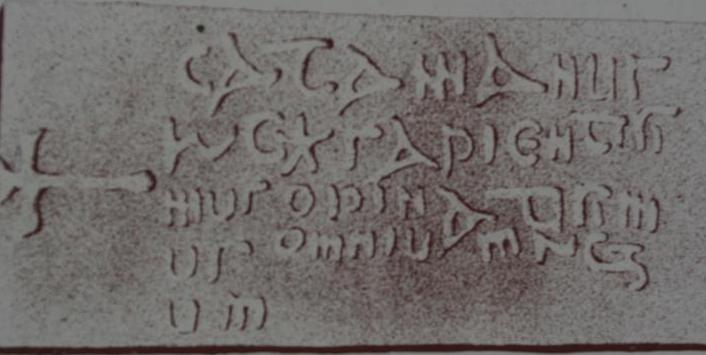
Lápida de Cadfan en la iglesia de Llangadwaladr. La inscripción dice "Catamanus rex sapientisimus opinatisimus omnium regum" (King Cadfan, most wise and renowned of all kings: King Cadfan, el más sabio y renombrado de todos los reyes).

Cadfan fue sucedido por su hijo, Cadwallon ap Cadfan.